# 1950 en ingénierie
Cet article présente les faits marquants de l'année 1950 en ingénierie.

## Naissances
- 14 février : Daniel Borel, ingénieur suisse, cofondateur de Logitech.

## Décès
- 6 février : Georges Imbert (né en 1884), ingénieur et chimiste français.
- 14 février : Karl Jansky (né en 1905), ingénieur américain.
- 9 mai : Esteve Terradas (né en 1883), mathématicien et ingénieur espagnol.